# E-marketplace
E-marketplace (acrônimo da sigla inglesa Electronic marketplace) é um espaço virtual onde se faz comércio eletrônico no sentido mais amplo. É um sinônimo de Marketplace, que consiste em um site desenvolvido para promover a venda de produtos através da internet. 
A palavra Marketplace é resultado da união das palavras market (mercado) e place (local). É um termo comum no meio empresarial, que facilmente é confundido com o e-commmerce, porém, os dois não são sinônimos. O marketplace é um recurso útil para as empresas dos mais variados tamanhos, pois, auxilia a alavancar as vendas através da internet.
O E-marketplace pode ser destinado a negócio entre:
- Empresas e empresas (B2B): A plataforma online B2B trata dos modelos de venda entre duas empresas. Normalmente é uma venda cuja finalidade de quem compra é para reposição de estoque e revenda ou para transformação e produtos que entrem em linhas de produção.
- Empresas e consumidores (B2C): A plataforma  intermedeiam a venda direta para o cliente final. Normalmente é uma venda operada por um lojista, que seu foco já é vender produtos ao consumidor final. (ex: Farfetch)
- Consumidores e consumidores (C2C) (ex: site da Ebay)
- Empresas e Empresas e Empresas e Consumidores (B2B2C)
- Governo e consumidores (G2C)
- Governo e empresas (G2B)

O E-marketplace pode ser genérico, (abarcar todos os sectores de atividade) ou temático (apenas um sector de atividade).
O E-marketplace pode ter vários níveis de interatividade: consulta de catálogos (promoção institucional de empresas e produtos / serviços); encomendas online; transações online; integração de processos de negócio; etc.

## Ligações Externas
- Custo-Benefício para pequenas e médias empresas
- Lista de Market Places brasileiros